# Williams
Williams er et engelsk efternavn.
Kendte personer med dette efternavn omfatter:
- Alpheus S. Williams (1810–1878)), person i den amerikanske borgerkrig
- Andy Williams (1927–2012)), amerikansk sanger
- Ashley Williams (født 1978), amerikansk film- og Broadway-skuespillerinde
- Ben Williams (fodbolddommer) (født 1977), australsk fodbolddommer
- Bert Williams (1920–2014), engelsk fodboldspiller
- Betty Williams (1943–2020), nordirsk fredsforkæmper
- Billy Dee Williams (født 1937), amerikansk skuespiller
- Brandon Williams (født 2000), engelsk fodboldspiller
- Cara Williams (1925–2021), amerikansk tv- og filmskuespiller
- Charles Williams (1873–1952), engelsk fodboldmålmand og senere fodboldtræner
- Chris Williams (født 1967), amerikansk skuespiller og stemmelægger
- Cliff Williams (født 1949), bassist i det australske hårde rock-band AC/DC
- Deron Williams (født 1984), amerikansk basketballspiller
- Fara Williams (født 1984), engelsk fodboldspiller
- Harland Williams (født 1962), Canadisk skuespiller, komiker, forfatter, kunstner, musiker og radiopersonlighed
- Hype Williams (født 1970), amerikansk musikvideoinstruktør, filminstruktør og filmproducer
- Iñaki Williams (født 1994), spansk-ghanesisk professionel fodboldspiller
- JoBeth Williams (født 1948), amerikansk skuespillerinde
- Jody Williams (født 1950), amerikansk menneskerettighedsaktivist
- John Williams (født 1932), amerikansk komponist og musiker
- Maisie Williams (født 1997), britisk skuespiller
- Mark Williams (født 1959), engelsk skuespiller, komiker, manuskriptforfatter og oplæser
- Michelle Williams (skuespiller) (født 1980), amerikansk skuespiller
- Nico Williams (født 2002), spansk-ghanesisk professionel fodboldspiller
- Olivia Williams (født 1968), britisk skuespillerinde
- Pharrell Williams (født 1973), amerikansk sanger
- Ralph Vaughan Williams (1872–1958), engelsk komponist og pionér inden for folkemusik
- Robbie Williams (født 1974), engelsk singer-songwriter og entertainer
- Robin Williams (1951−2014), amerikansk komiker og skuespiller
- Rowan Williams (født 1950), ærkebiskop af Canterbury
- Rozz Williams (1963–1998), amerikansk musiker af mange vokalistisk varianter, mest kendt som frontfigur i bandet Christian Death og Shadow Project
- Sebastian Aagaard-Williams (født 1988), dansk sanger og skuespiller
- Serena Williams (født 1981), amerikansk tennisspiller
- Shane Williams (født 1977), walisisk rugbyspiller
- Stanley Williams (1953−2005), tidligere leder af den californiske bande The Crips
- Stephen Williams (født 1978), canadisk instruktør af film og tv-serier
- Steve Williams (roer) (født 1976), engelsk tidligere roer
- Ted Williams (1918–2002), amerikansk baseballspiller